# Crítio
Crítio (em grego: Κρίτιος; romaniz.: Krítios) foi um escultor ateniense ativo no início do século V a.C., provavelmente discípulo de Antenor. Sua obra é de transição entre o estilo arcaico tardio e o estilo severo que preludiou o classicismo grego. Foi mestre de Míron. Junto com Nesiotes [carece de fontes?] criou o grupo escultórico representando os tiranicidas Harmódio e Aristógito, que se encontrava em Atenas, e que hoje subsiste em cópia romana. Também com Nesiotes elaborou outras estátuas para a Acrópole de Atenas, mas das quais só restam algumas bases com suas assinaturas. Outra de suas obras que perdura até hoje é o chamado Efebo de Crítio, preservada no Museu da Acrópole de Atenas, e que mostra uma das primeiras representações do contrapposto.